# Балаклійка (притока Медянки)
Балаклі́йка (Балаклейка, Балакленька) — невелика річка в Городищенському та Смілянському районах Черкаської області, ліва притока Медянки (басейн Тясмину).
Річка бере початок в Буді-Орловецькій, тече через с. Мале Старосілля і впадає в р. Медянка (притока Тясмина).
Вперше річка згадується в літописах XIV століття. Назву річки виводять по-різному, за першою версією вона походить від татарського слова «булак (bulaq)», яке означає джерело, а згідно з іншою версією, назва походить від тюркського слова «балук (balıq)», що означає риба  або «балуклу» — рибна .

## Галерея

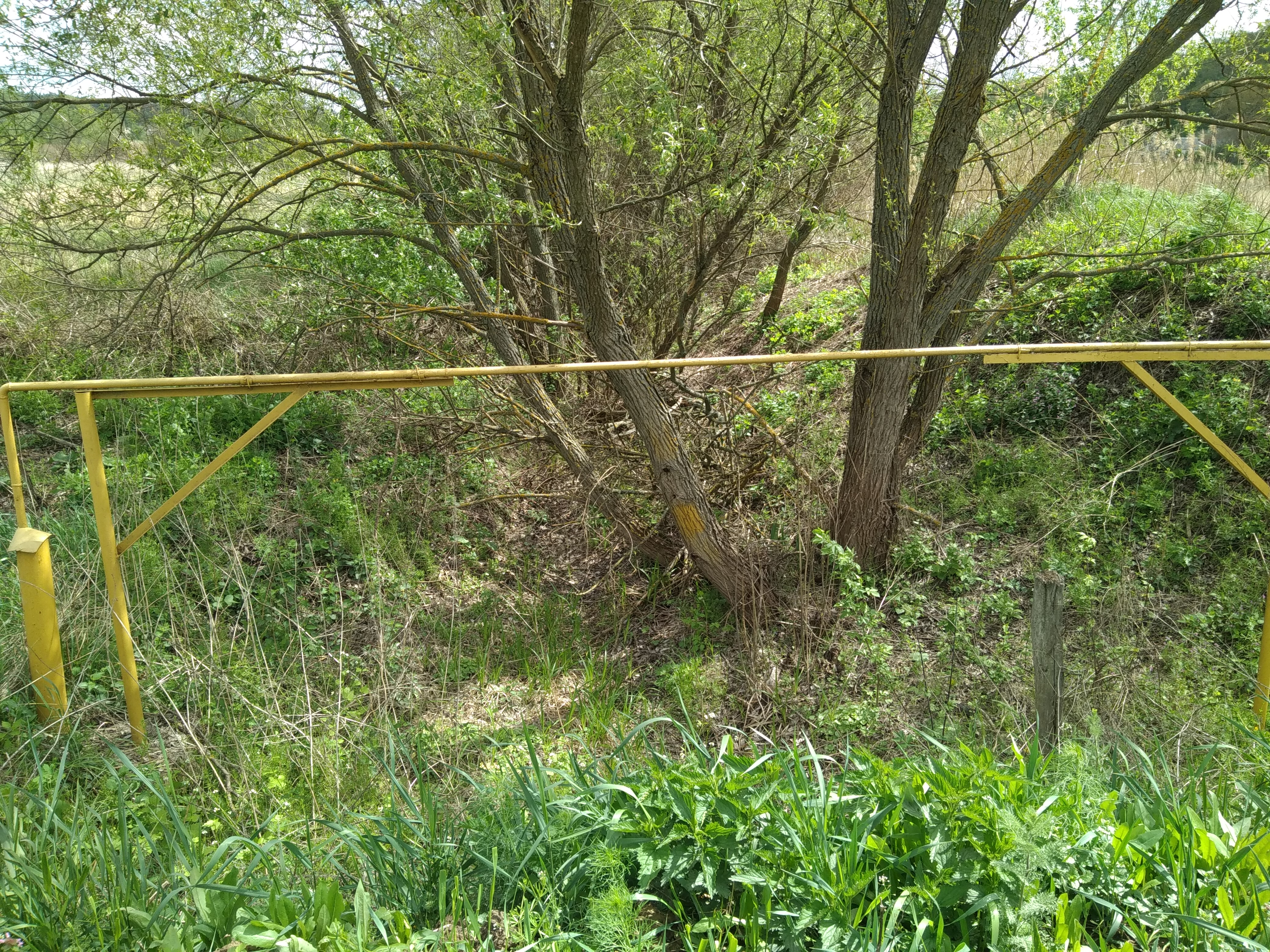
Тимчасове висохле русло річки в с. Мале Старосілля, травень 2020